# Via Crucis di Laghel

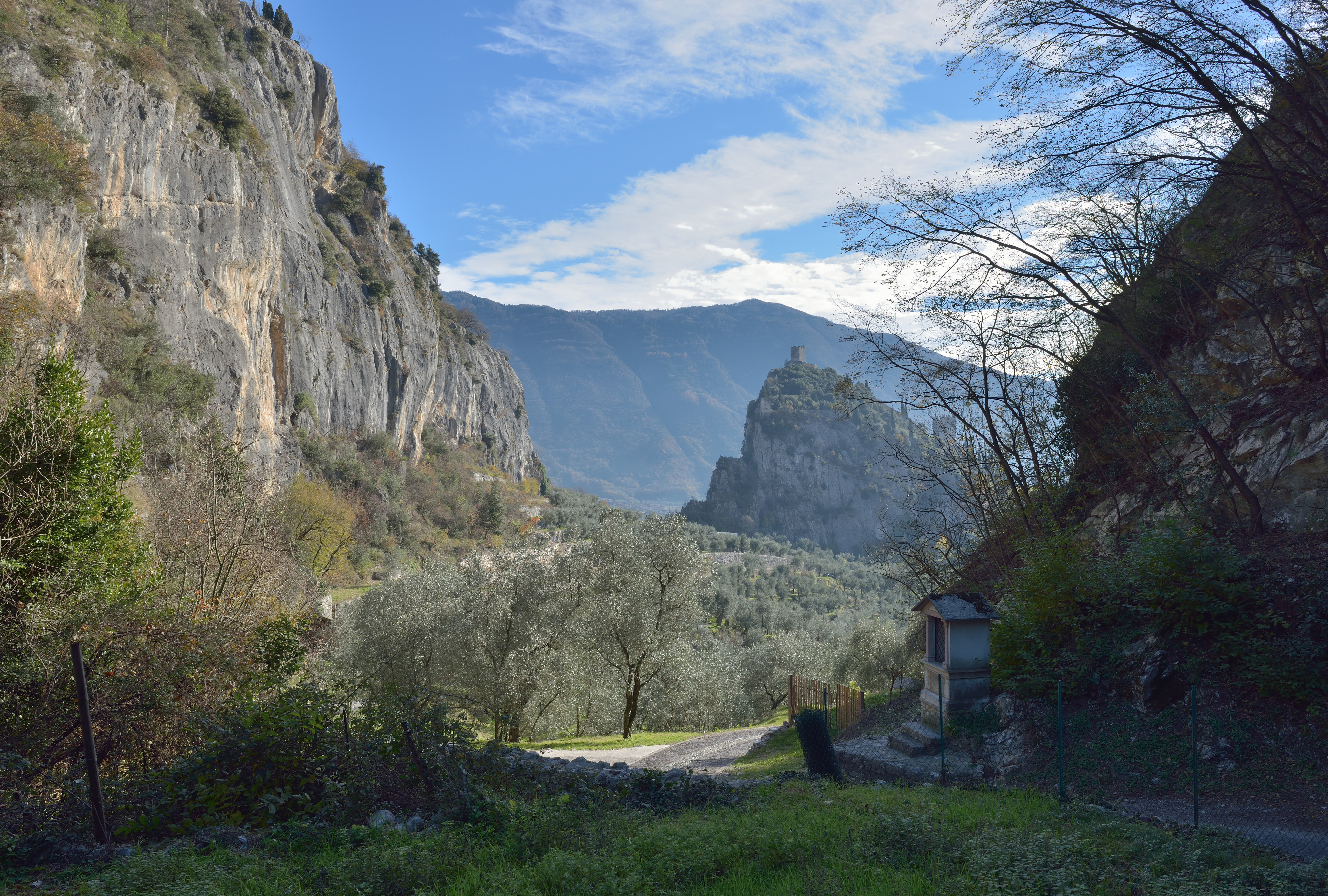
La valle di Laghel e il capitello dell'undicesima stazione della Via Crucis

La Via Crucis di Laghel già verso il 1690 fu eretta e dotata di 14 capitelli dal conte Gianbattista d'Arco lungo il muro di cinta delle sue proprietà nell'attuale via dei Capitelli ad Arco.

## La nuova Via Crucis
Con il tempo i capitelli della Via Crucis andarono in rovina finché verso la fine del XIX secolo si costituì una commissione per la realizzazione di una nuova Via Crucis nella valletta che porta alla Madonna di Laghel. L'ingegnere Angelo de Negri realizzò il progetto dei 13 capitelli che partono dalla Villa Rosa fino al santuario nella valle ricca di ulivi. Venne incaricato lo scultore gardenese Giuseppe Moroder-Lusenberg ad eseguire i tredici rilievi delle stazioni in legno e dipinti da lui stesso e il corpo di Cristo in grandezza naturale per la 14ª stazione nell'atrio della chiesa di Laghel. Il prezzo pattuito era di 700 fiorini. La installazione dei rilievi avviene in corso di una grande festa il giorno di San Giuseppe del 1896. Al canto dello Stabat Mater vennero inseriti i 13 pannelli di cirmolo raffiguranti la passione di Cristo in rilievo, passando da un capitello all'altro sotto la supervisione dello stesso scultore Moroder.
Nel 1943 e nel 1976 furono eseguiti restauri della Via Crucis.

## Galleria d'immagini

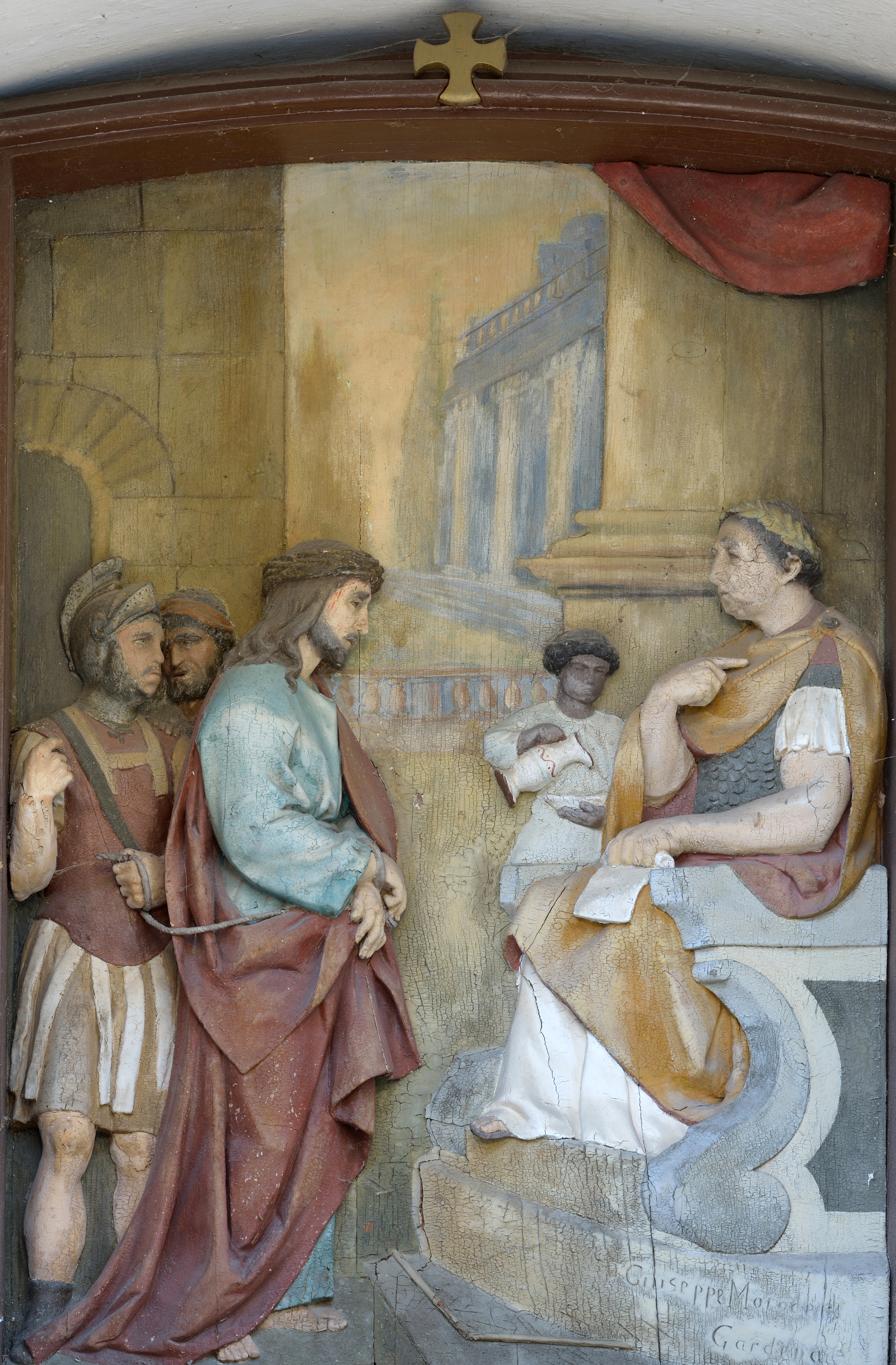
La prima stazione con la firma dell'artista Moroder
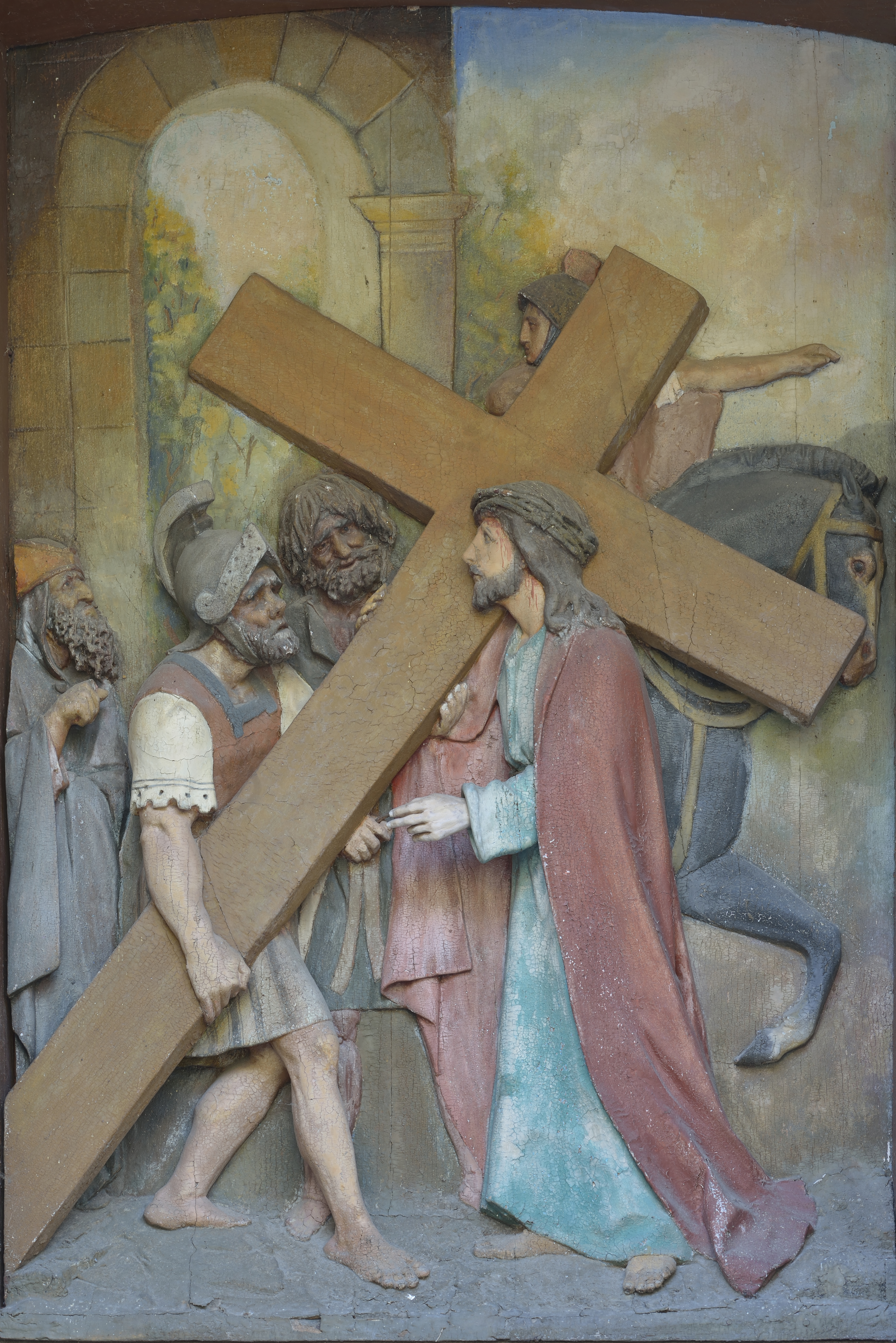
Gesù è caricato della croce
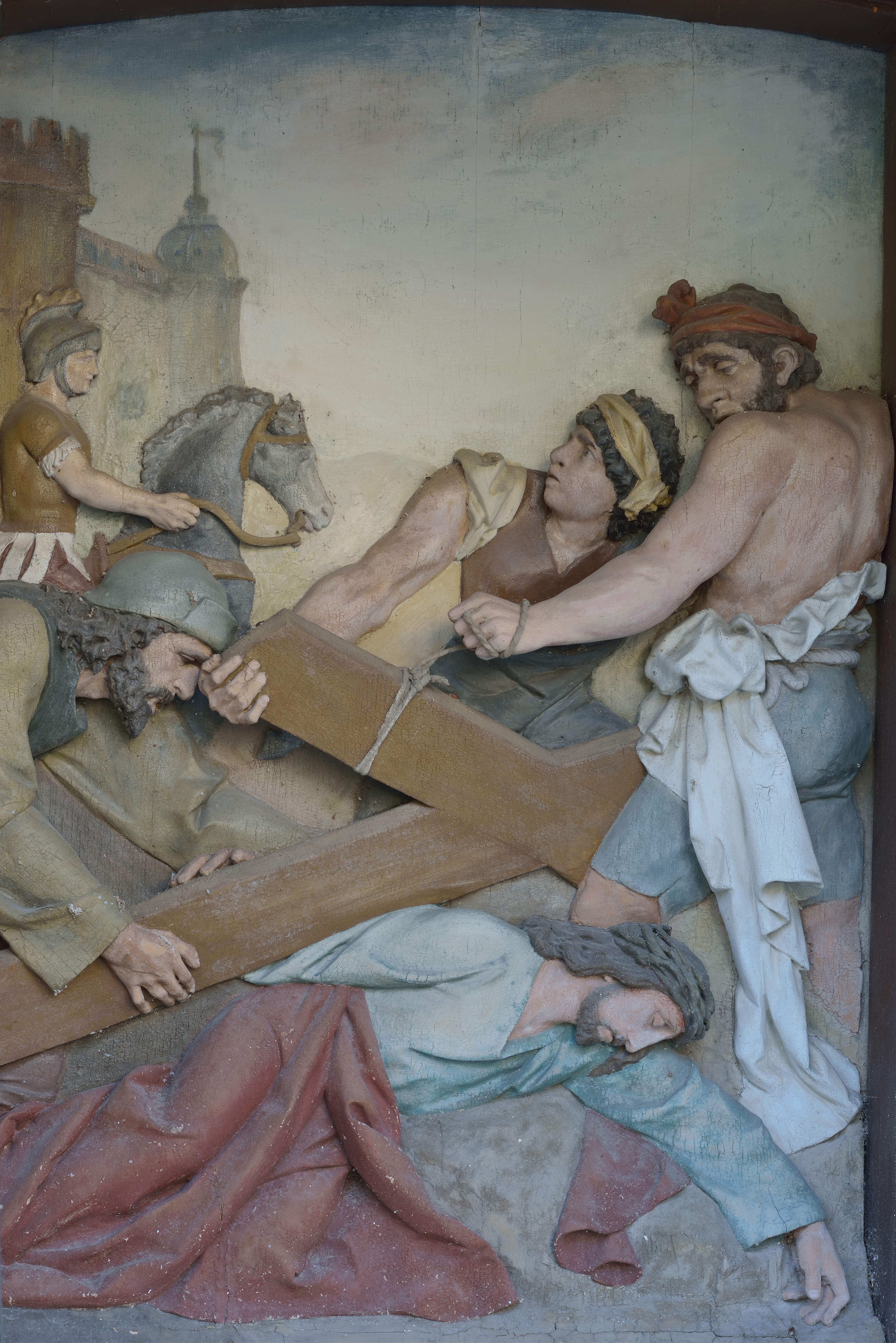
Gesù cade per la prima volta
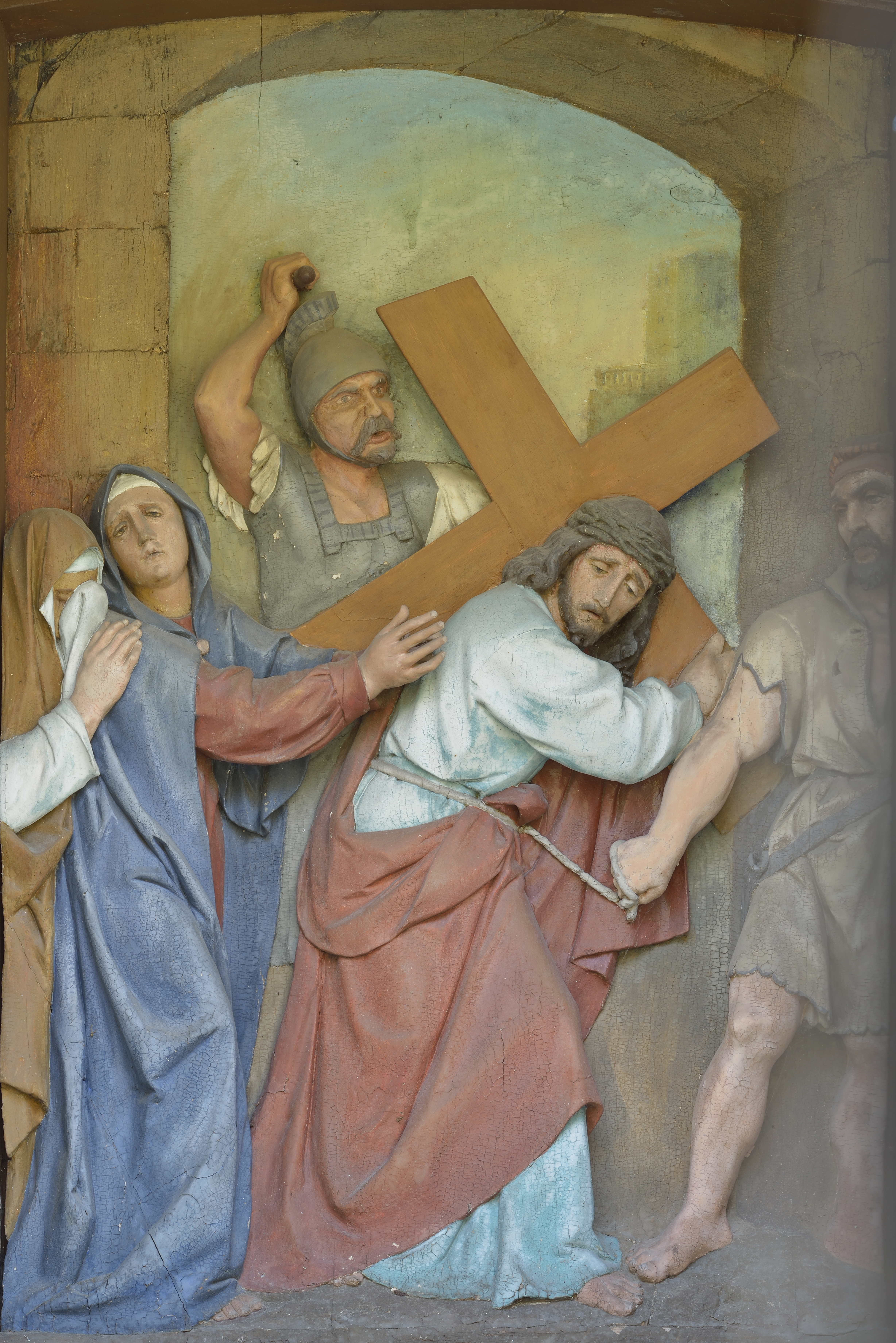
Gesù incontra sua Madre
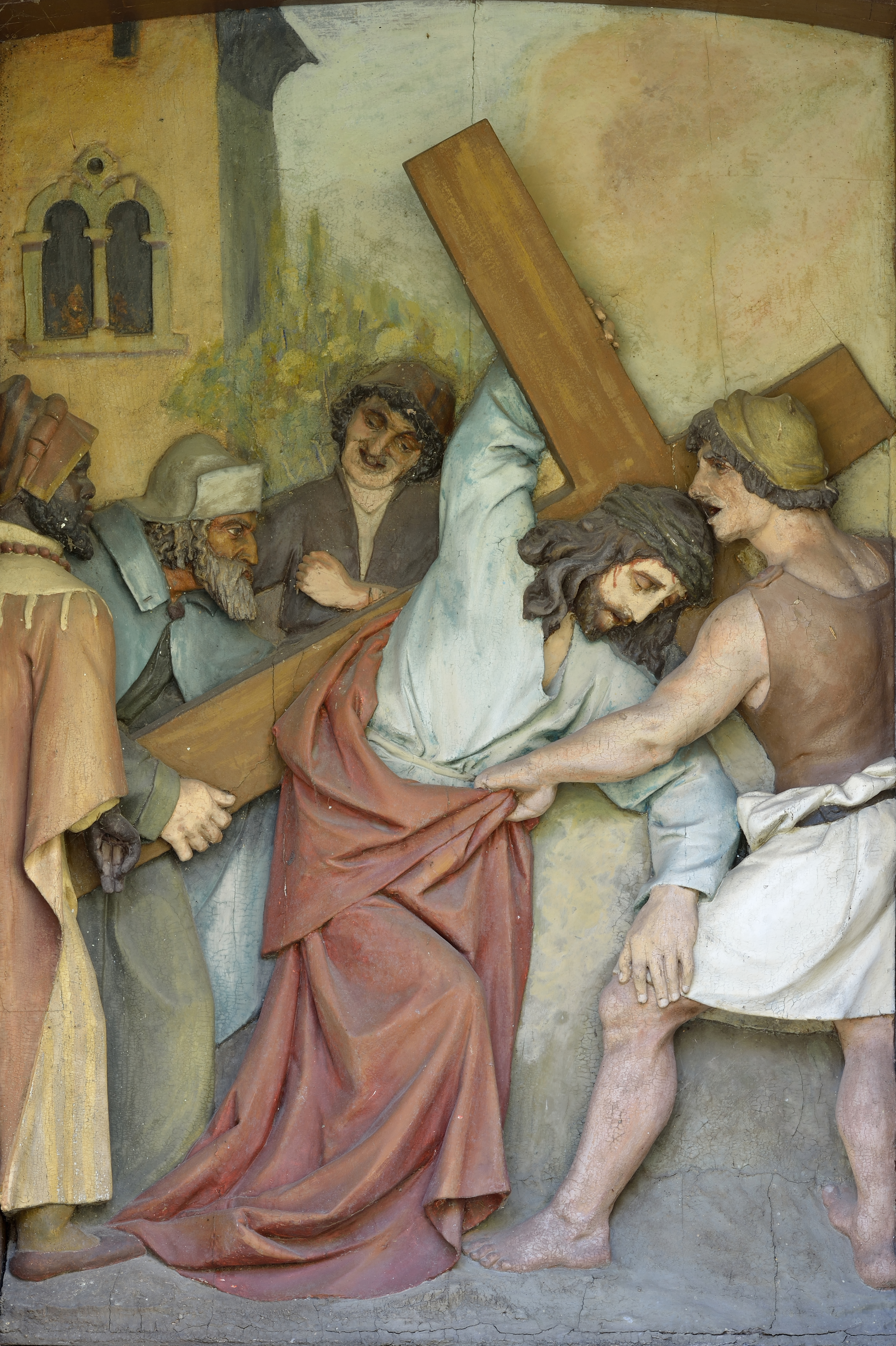
Gesù è aiutato a portare la croce da Simone di Cirene
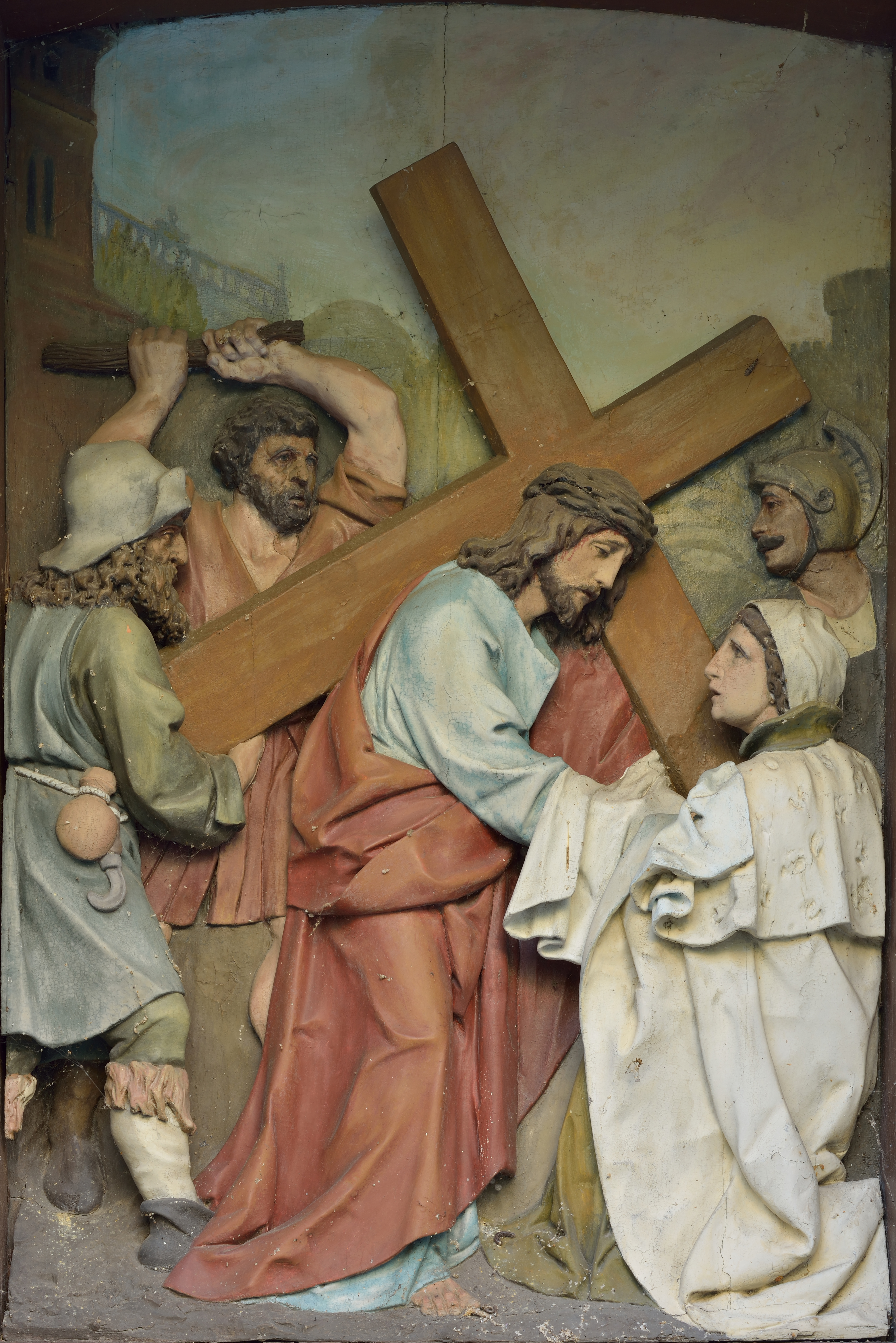
Santa Veronica asciuga il volto di Gesù
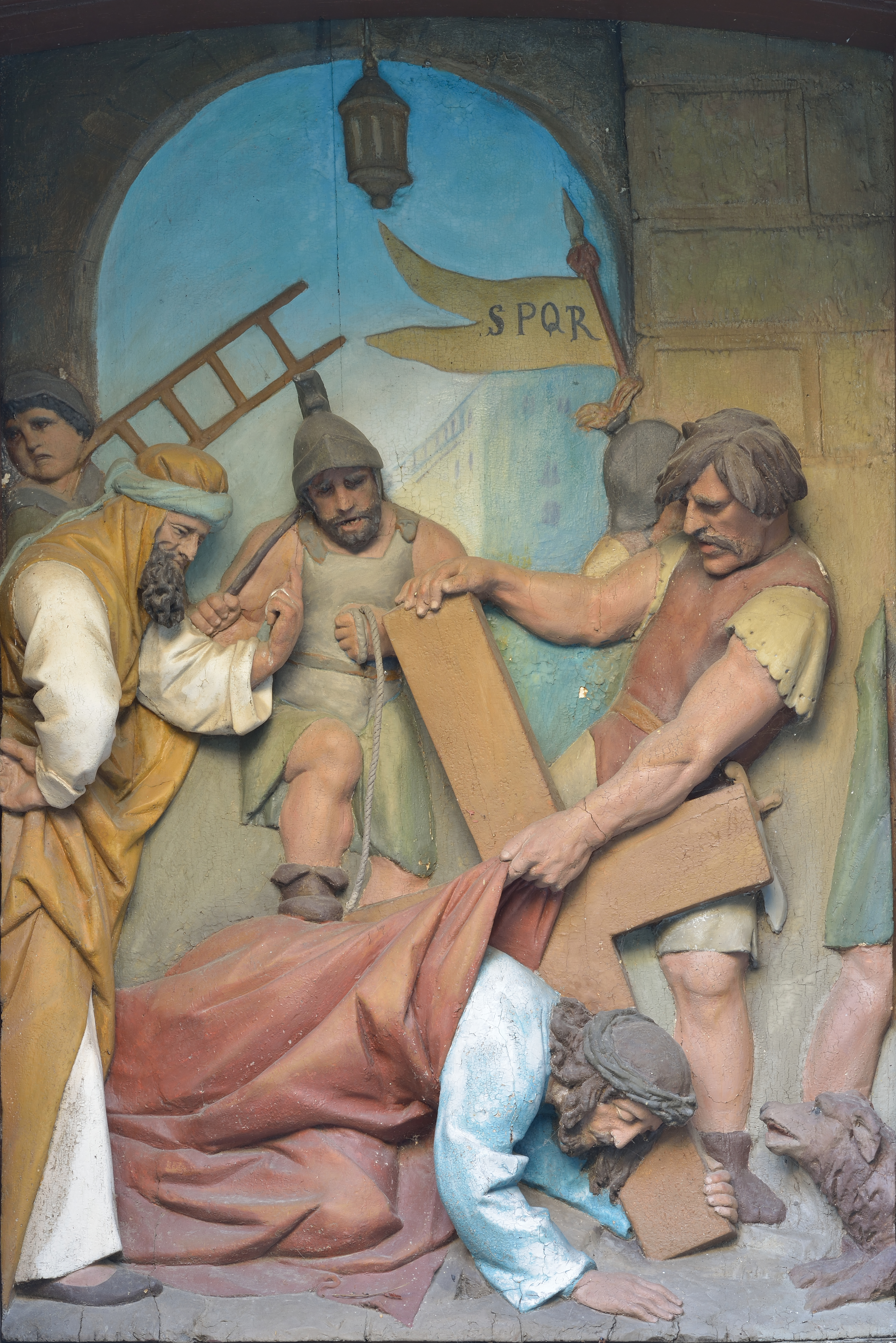
Gesù cade per la seconda volta
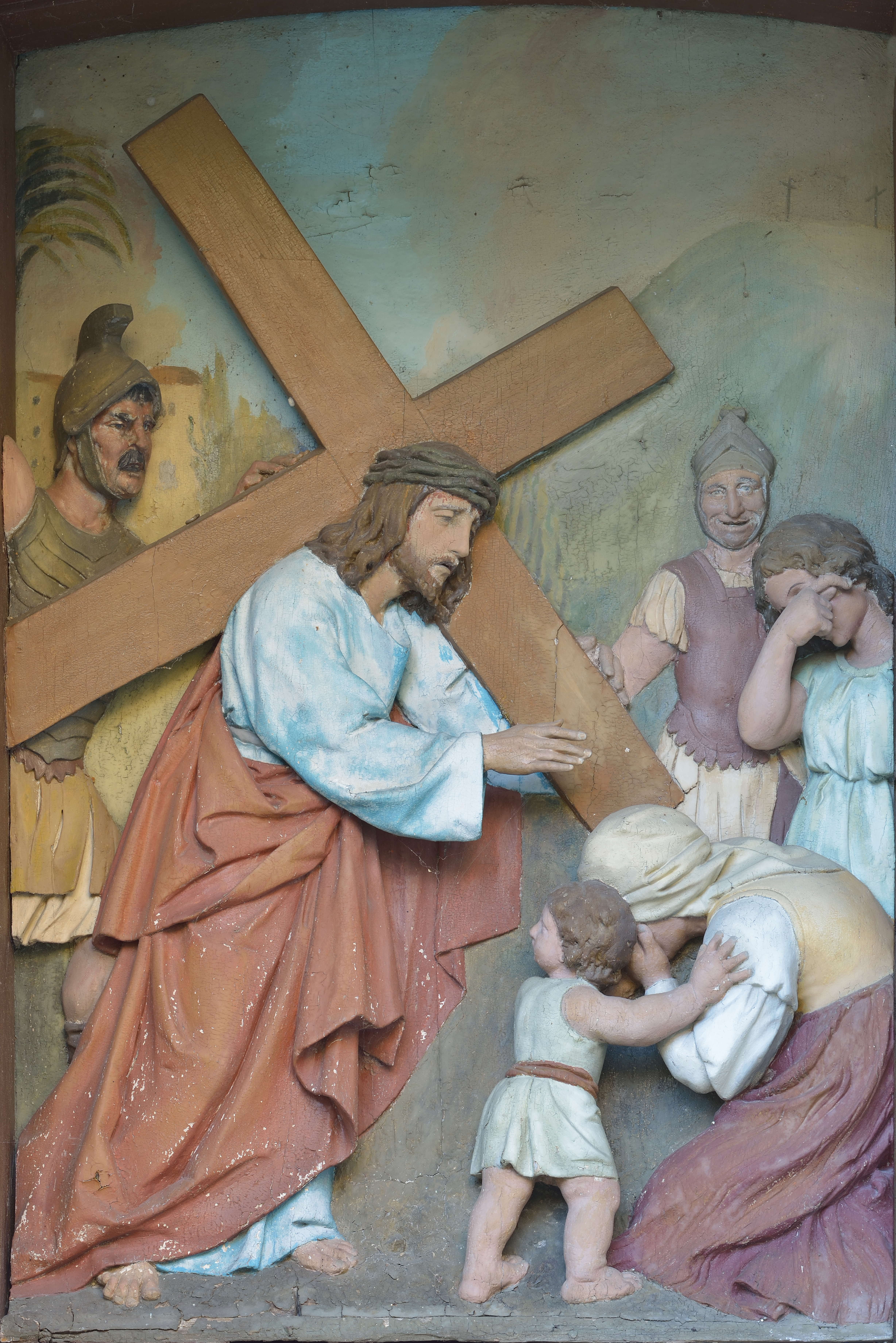
Gesù ammonisce le donne di Gerusalemme
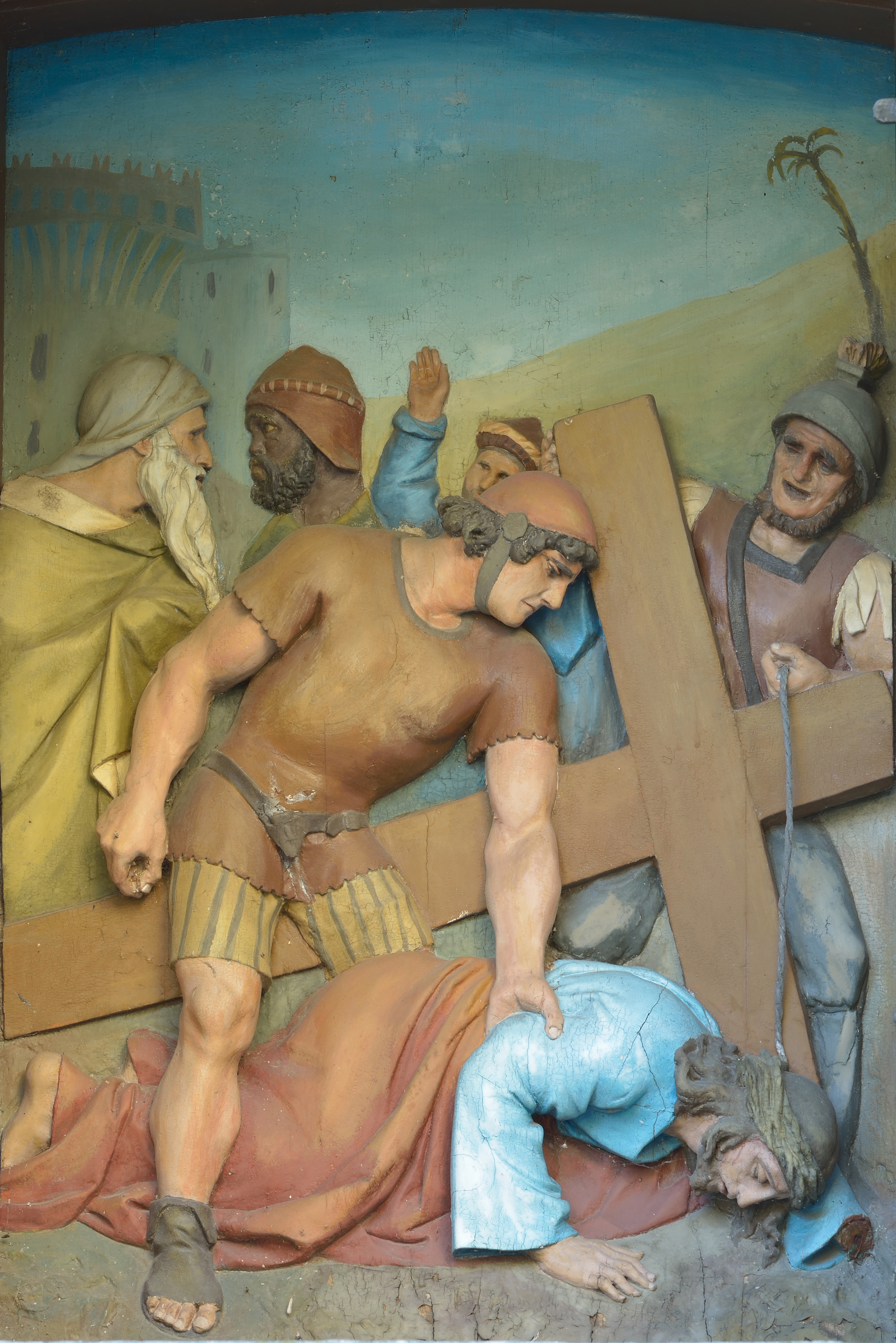
Gesù cade per la terza volta
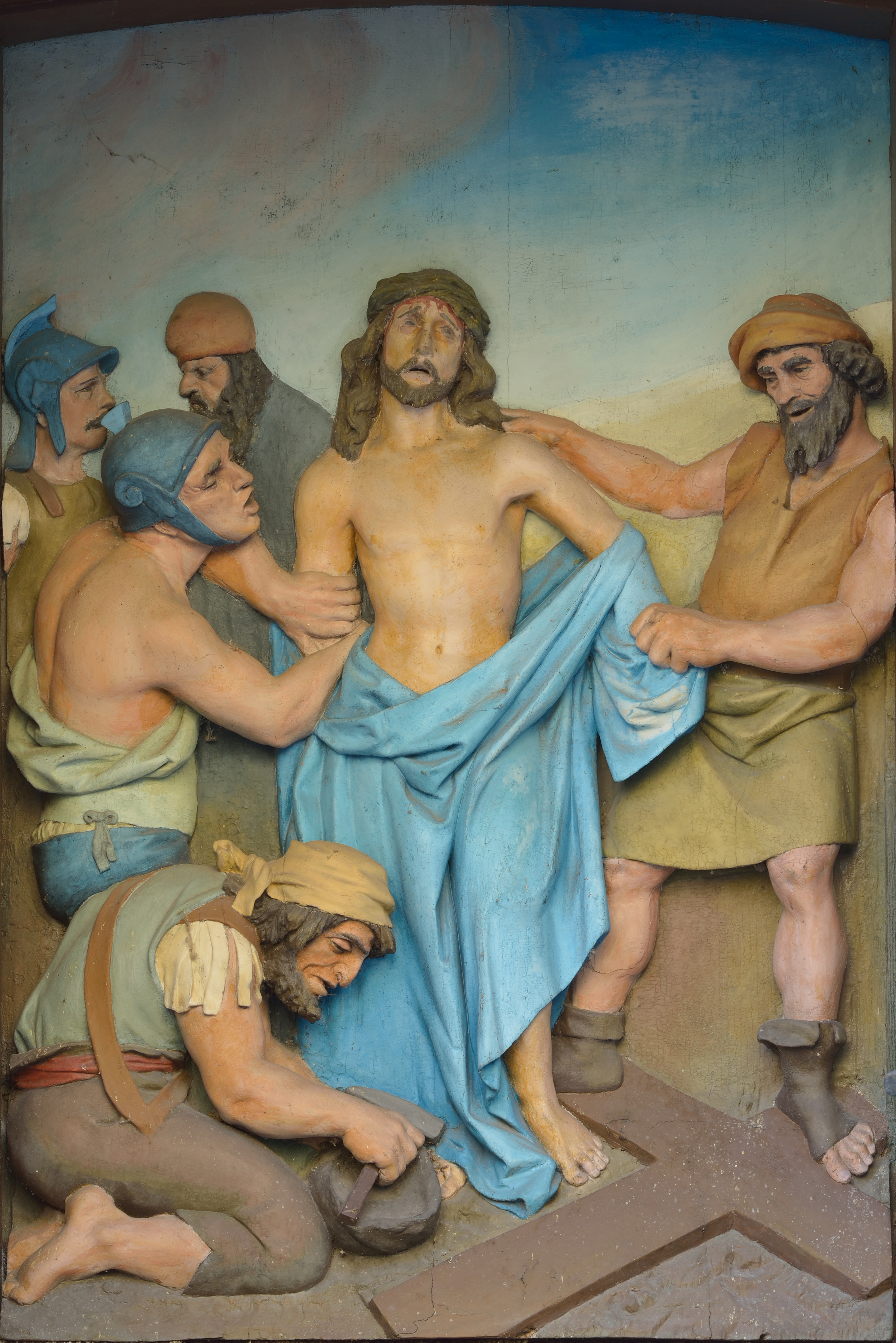
Gesù è spogliato delle vesti
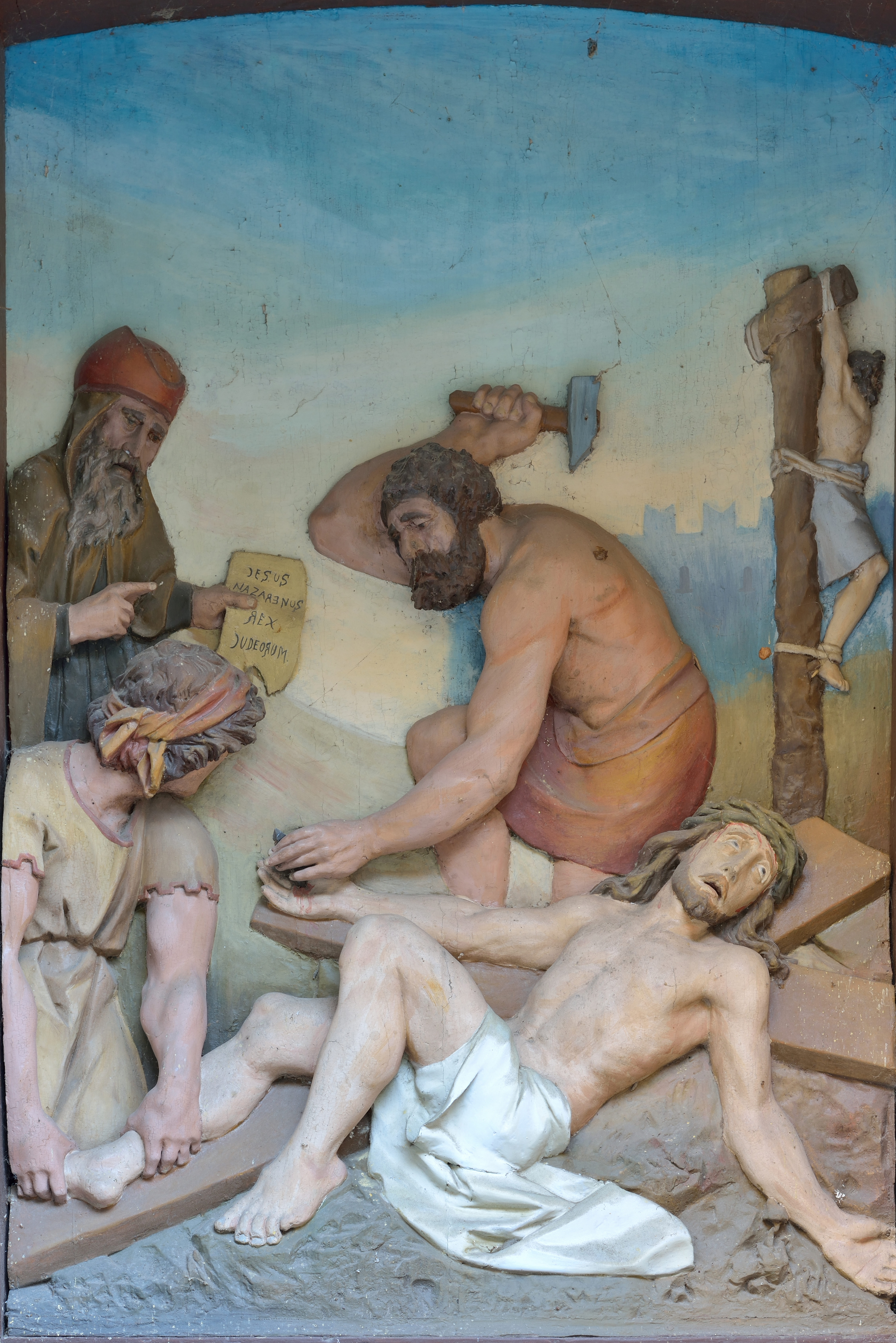
Gesù è inchiodato sulla croce
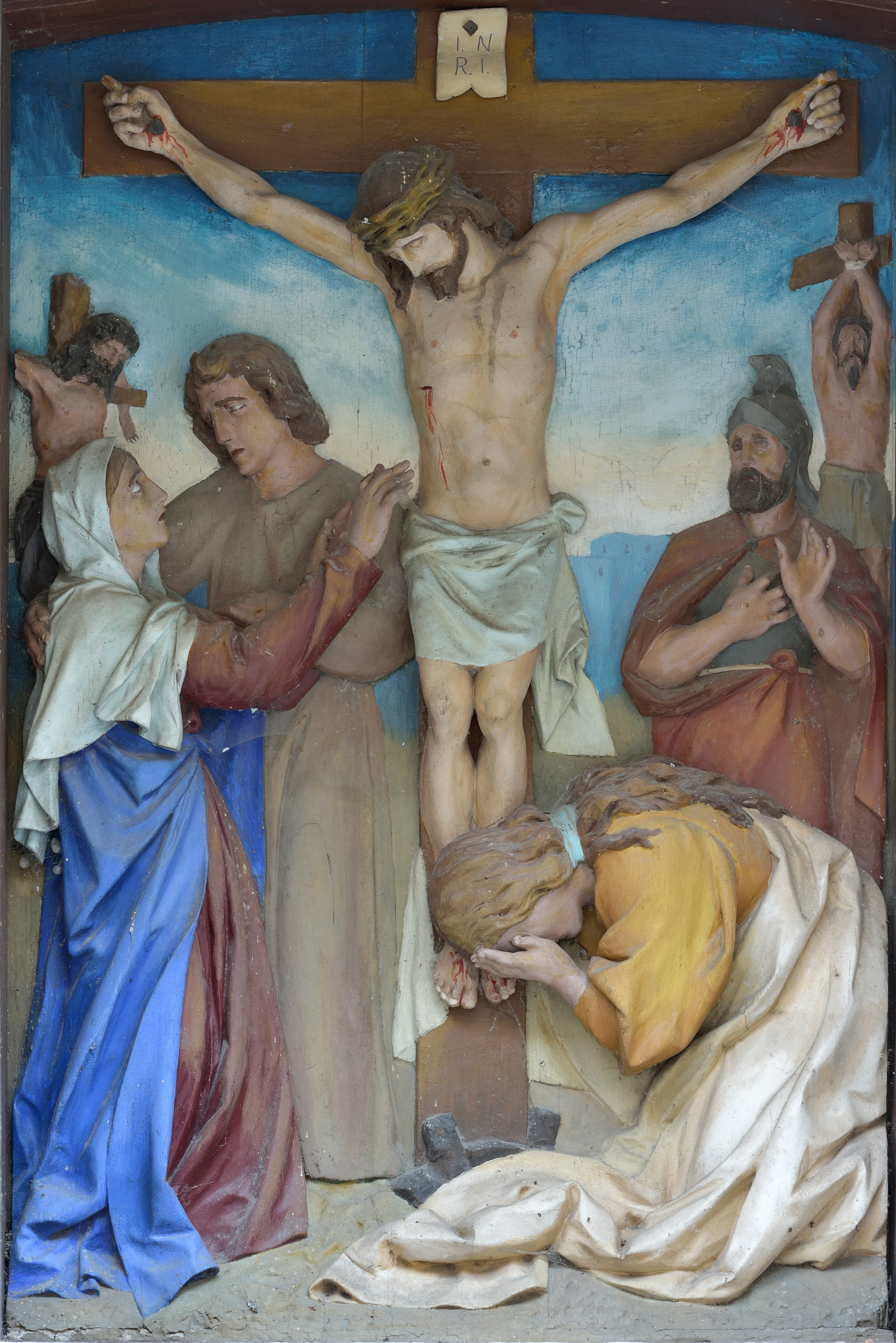
Gesù muore in croce
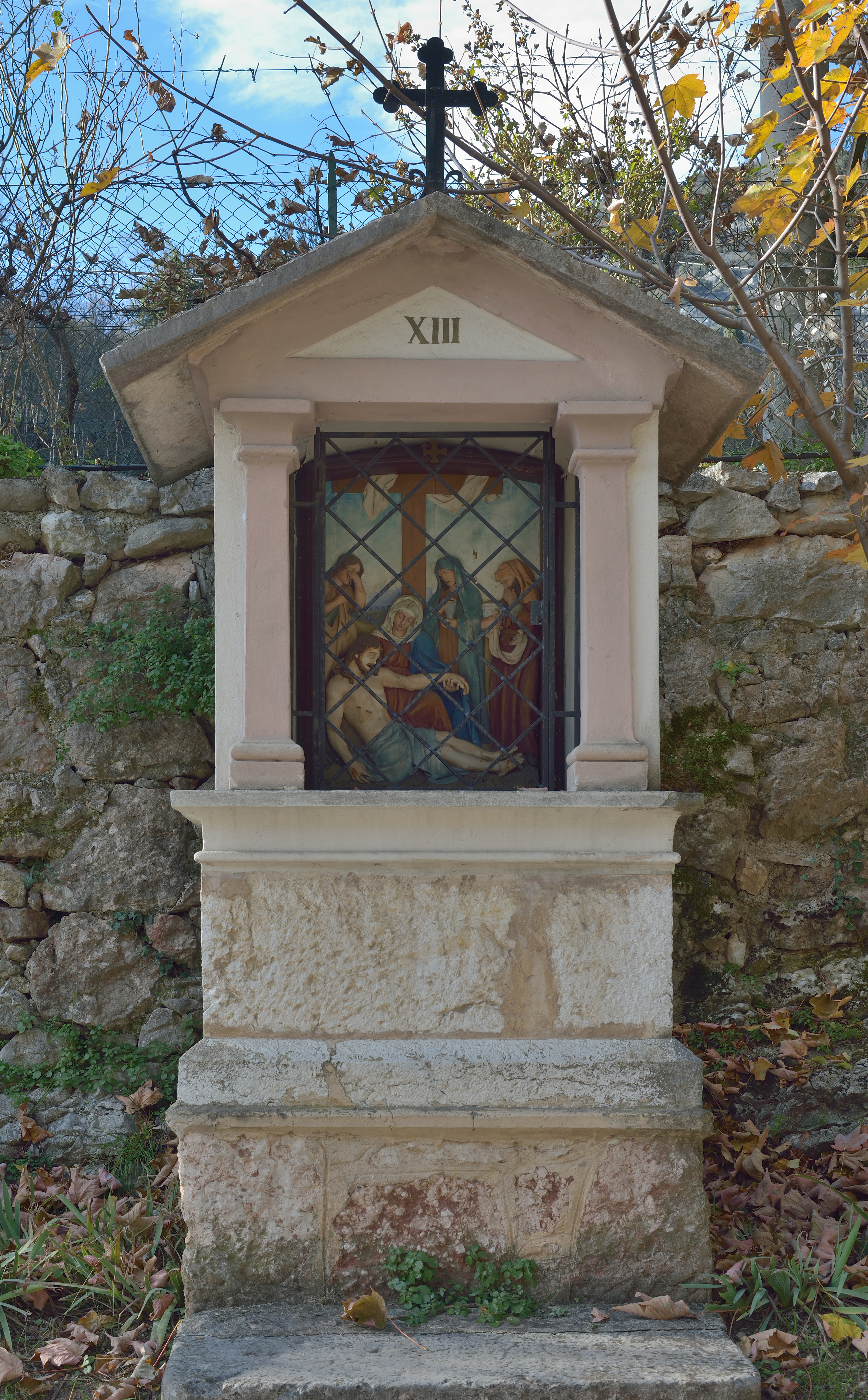
Gesù è deposto dalla croce
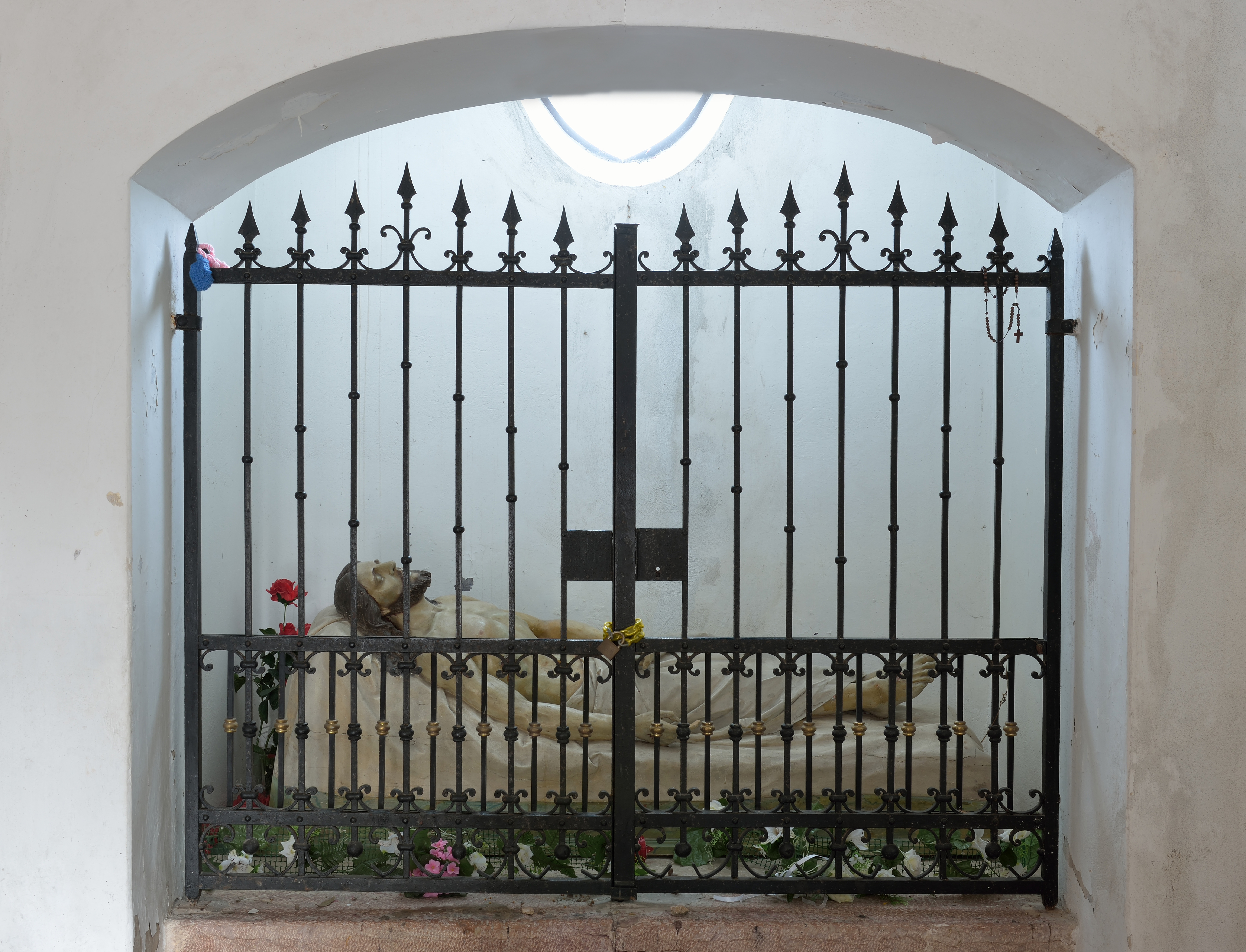
Il corpo di Gesù è deposto nel sepolcro - chiesa di Laghel